# 7233 Маєлла
7233 Маєлла (7233 Majella) — астероїд головного поясу, відкритий 7 березня 1986 року.
Тіссеранів параметр щодо Юпітера — 3,338.